# Premi Josep Vallverdú
El Premi Josep Vallverdú d'assaig és un premi literari en llengua catalana convocat anualment per la Paeria de Lleida des de l'any 1984 i està dotat amb 9.000 euros. Al guardó hi poden optar obres inèdites i és atorgat públicament al mes de novembre.

## Obres guanyadores
- 1984: Núria Perpinyà i Xavier Macià per La poesia de Gabriel Ferrater
- 1985: Àngel Castiñeira per Àmbits de la Postmodernitat
- 1986: Vidal Vidal per Les rutes de Ponent
- 1987: Josep M. Casasús per El periodisme a Catalunya
- 1988: Oriol Pi de Cabanyes per Repensar Catalunya
- 1989: Carme Arnau per Miralls màgics. Aproximació a l'última narrativa de Mercè Rodoreda
- 1990: Gerard Vergés per Eros i art
- 1991: Xavier Duran per Les cruïlles de la utopia
- 1992: Enric Bou per Papers privats. Assaig sobre les formes literàries autobiogràfiques
- 1993: Xavier Lamuela per Estandardització i establiment de les llengües
- 1994: Josep Piera per El paradís de les paraules
- 1995: Núria Bou per La mirada en el temps. Mite i passió en el cinema de Hollywood
- 1996: Salvador de Brocà per Les arrels romàntiques del present
- 1997: Ramon Camats per Les emocions de poder
- 1998: Ferran Sàez per El crepuscle de la democràcia
- 1999: Lluís Quintana per La paradoxa del majordom. Guia pràctica per reconèixer un esnob (i no tornar-s'hi)
- 2000: Ramon Camats per El llegat d'Antígona. El principi de desobediència civil
- 2001: Jordi Julià per Un segle de lectura. Assaig de literatura contemporània i el seu estudi
- 2002: Francesc Torralba per Un altre món és possible? Educar després de l'Onze de Setembre
- 2003: Francesc Burguet per Les trampes dels periodistes
- 2004: Pere Ballart per El riure de la màscara
- 2005: Jordi Ramírez per Les pel·lícules del laberint
- 2006: Eduard Vilella per Doble contra senzill
- 2007: Josep J. Conill per Submarins de butxaca. Impertinències sobre la societat, el llenguatge i els déus
- 2008: Joaquim Espinós per Història d'un entusiasme. Nietzsche i la literatura catalana
- 2009: Elena Yeste per L'era de l'hipermemòria. Revisionisme en temps de tardor
- 2010: Ramon Usall per Futbol per la llibertat
- 2011: Eusebi Ayensa per D'una nova llum. Carles Riba i la literatura grega moderna
- 2012: Miquel Pueyo i Ernest Benach per Mort certa, hora incerta. De l'Edat Mitjana a la societat xarxa
- 2013. Pere Franch per La guerra explicada des del Despatx Oval. Com els presidents nord-americans justifiquen l'acció bèl·lica en el seu discurs
- 2014: Carlos Miguel Ruiz per La digitalització de l'altre
- 2015: Xavier Duran per L'individu transparent. Dels raigs X al big data
- 2016: M. Àngels Cabré per Miralls creuats Roig/Capmany
- 2017: Joan Garcia del Muro i Solans per Good bye, veritat: una aproximació a la postveritat[2]
- 2018: Josep Ballester per Atles d'aigua i pedra[3]
- 2019: Jordi Romeu per Les arnes de Bendicó[4]
- 2020: Lourdes Toledo per La inquietud (Dietari 2018-2019)[5]
- 2021: Eusebi Ayensa per Un català a Grècia[6]
- 2022: Josep Maria Sala-Valldaura per La serp i la poma. Al voltant del llenguatge poètic[7]
- 2023: Helena Guasch per (In) comunicats[8]
- 2024: Pere Bosch per El soldat lleial[9]